# Дзюн'ітіро Танідзакі
Дзюн'ітіро Танідзакі (яп. 谷崎潤一郎, варіанти написання імені українською: Дзюньїтіро Танідзакі, Джюн'ічіро Танідзакі, Джюн'їчіро Танідзакі, 24 липня 1886 — 30 липня 1965) — японський письменник і драматург, вважається одним з найвидатніших японських письменників ХХ сторіччя. Його прозові й драматичні твори дістали високу оцінку критиків як у Японії, так і в усьому світі. Сім разів номінований на Нобелівську премію (1958—1964 роки). Член Імператорської Академії мистецтв (1923), лауреат премії «Асахі» (1948), кавалер Ордена культури (1949), заслужений діяч культури Японії (1952). Перший японський письменник, обраний почесним членом Академії мистецтв і літератури США (1964).
Танідзакі звертався до найрізноманітніших стилів і засобів вираження — від бентежних описів сексуальності та руйнівної еротичної одержимості до виписаних у найтонших подробицях сцен родинного життя в часи бурхливих змін японського суспільства, незмінно зберігаючи вишуканість і нешаблонність письма. Володів надзвичайно широкою палітрою мовних засобів — від виразів «високого стилю» і китайської поезії до жаргонізмів і діалектів. Так, твори «чистої літератури», де розкриття тем чуттєвості та звичаїв описуваних часів подається на найвищому рівні художнього стилю і форми, принесли Танідзакі славу «великого майстра красного письменства» і прозвання «Великий Танідзакі». Червоною ниткою крізь художні твори та есе проходить тема пошуків культурної ідентичності в перетині традицій Японії та Заходу. Разом із тим, він написав чимало розважальних творів, причому не лише історичні романи, казки й легенди в традиціях усної творчості, а й детективи і трилери з нальотом чорного гумору; в цьому жанрі він був одним з перших у Японії.

## Біографія
Народився в районі Ніхомбасі міста Токіо в заможній сім'ї. Проте після смерті діда, засновника сімейного підприємства, родина швидко збідніла, а землетрус 1894 р. зруйнував будинок, де минуло дитинство Дзюн'ітіро. Це змусило його переїхати в інший район і знайти підробіток. З 1908 був студентом філологічного факультету Токійського університету, але покинув навчання в 1911 р.
Літературну творчість Танідзакі розпочав у 1909 р. одноактною п'єсою «Уродини», а відомості набув починаючи з оповідання «Татуювання» (1910). У цьому оповіданні прозвучали мотиви еротики та садомазохізму, до яких він неодноразово звертався згодом, особливо в ранній творчості («Підлітки», «Таємниця», «Чорт»). Його перші літературні проби були схвально оцінені Кафу Наґаї, а невдовзі Танідзакі набув популярності, бо його твори з ретельно проробленими сюжетами контрастували з переважним на той час у японській літературі натуралізмом і егобелетристикою як однією з його течій. С. Судзукі висловлює думку, що ранні твори Танідзакі мають елементи жанру «еро-ґуро-нансенсу» (еротика, гротеск, нісенітниця), що набув популярності пізніше, в 20–30-х роках.
У наступні 15 років Танідзакі цікавили новітні звичаї, вестернізація Японії, він експериментував також у детективному жанрі. У 1922 р. письменник переїздить у Йокогаму, де жили численні іноземці, оселяється у будинку західного зразка й веде богемне життя. Це теж позначилося на деяких творах цього періоду.
Деякий час Танідзакі захоплювався кінематографією, у 1917 опублікував статтю «Сучасність і майбутнє живих картин», де пропонував відійти від наслідування театру та звернутися до сучасних і суто кінематографічних реалістичності й композиції кадру, а також припинити практику виконання жіночих ролей чоловіками. У 20-х роках написав кілька сценаріїв.
Після Великого кантоського землетрусу (1923), що знищив будинок у Йокогамі, письменник переїздить у Кіото. Руйнація Токіо позначилася на літературних пристрастях Танідзакі: він значною мірою втрачає захоплення західною культурою й модернізацією та звертається до традицій, особливо регіону Кансай (Осака, Кобе та Кіото). В Кіото Танідзакі починає писати набагато інтенсивніше й у найближчі кілька років створює визнані шедеври, найперше, романи з сучасного життя «Кохання дурня», «Покручений хрест», «На любов і смак», де розкриваються трагікомічні сторони класової та культурної ідентичності та сексуальної одержимості. У 1928 виходить «Чорне біле», останній роман у стилі «міського модернізму» й у детективному жанрі.
Визнання дістали й романи на історичну тему — «Історія Сюнкін», «Таємниця правителя Мусасі» тощо. Роман «Ліани Йосіно» цього ж періоду цікавий алюзіями до театрів «Бунраку» й «Кабукі» разом із суто європейським прийомом «роман у романі». В ці ж роки Танідзакі пише спрямоване на виховання читацької культури есе «Як читати літературу» (згодом до його ініціативи долучилися Ясунарі Кавабата і Юкіо Місіма) та програмне есе «Славослов'я тіням», присвячене співіснуванню в Японії традиційної і запозиченої з Заходу культур — темі, що проходить крізь його численні художні твори.
Повернення до традицій знаменувалося в Танідзакі, зокрема, перекладом сучасною японською мовою середньовічного роману «Повість про Ґендзі». Редакцію 40-х років письменник поліпшував майже до останніх днів життя, впродовж 20 років.
На початку 40-х років Танідзакі створює найбільший за обсягом роман — «Дрібний сніг», де змальовує в подробицях життя чотирьох сестер із заможної родини. «Вестернізовані» жінки з Осаки ведуть космополітичне життя з західними друзями й сусідами, притаманні героям попередніх творів Танідзакі кризи культурної ідентичності їм чужі. Проте під час війни вони змушені спостерігати занепад звичного стилю життя. Цей роман публікувався з продовженнями в часописі «Тюо Корон», але в 1943 р. видавець припинив публікацію через острах репресій за брак патріотизму та воєнного духу.
У першому повоєнному романі, «Мати орудника Сіґемото», Танідзакі впровадив нову для себе тему сексуальності в похилому віці. Далі він розкривав цю тему в романі «Ключ», де старий професор підживлює власний ослаблий статевий потяг тим, що намагається організувати зраду жінки, а також у романі «Щоденник причинного старого», де головний герой, літній автор щоденника, пережив удар через надмір статевого збудження.
Дзюн'ітіро Танідзакі помер від серцевого нападу 30 липня 1865 року, похований у храмі Хон-еньїн у Кіото.
По його смерті видавництво «Тюо коронся» заснувало літературну премію імені Танідзакі, якою щороку відзначаються найкращі прозові та драматичні твори професійних письменників.

## Українські переклади та дослідження
В Україні творчість Танідзакі досліджувала Юлія Кузьменко (Навчально-науковий інститут філології Київського національного університету імені Тараса Шевченка, кафедра мов і літератур Далекого Сходу та Південно-Східної Азії). У 2015 р. вона захистила дисертацію на звання кандидата філологічних наук на тему «Традиція та модерн у творчості Танідзакі Джюн'ічіро», у 2016—2018 рр. написала низку статей і зробила кілька доповідей на конференціях із різних аспектів творчості Танідзакі та літературної течії «Тамбі-ха».
В перекладі українською Дзюн'ітіро Танідзакі був уперше представлений оповіданням «Таємниця» в перекладі Ю. Кузьменко в Хрестоматії з японської літератури (том 3, 2011).
У 2024 р. вийшов друком у перекладі Ігоря Дубінського роман «Чорне біле» (видавництво «Астролябія»). Романи «На любов і смак» і «Покручений хрест», а також есе «Славослов'я тіням» в його ж перекладі опубліковані частково у блозі перекладача й плануються до випуску тим же видавництвом.